# Nazário
| Nazário                      | Nazário                             |
| ---------------------------- | ----------------------------------- |
|                              |                                     |
| Wappen                       | Flagge                              |
| Wappen von Nazário           | Flagge von Nazário                  |
| Karte                        |                                     |
|                              |                                     |
| Basisdaten                   |                                     |
| Staat:                       | Brasilien (BRA)                     |
| Bundesstaat:                 | Goiás (GO)                          |
| Mesoregion:                  | Zentral-Goiás                       |
| Mikroregion:                 | Anicuns                             |
| Distanz zu Goiânia:          | 75 km                               |
| Geografische Lage:           | 16° 35′ S, 49° 53′ W                |
| Zeitzone:                    | UTC-3 Sommer: UTC-2                 |
| Höhe:                        | 615 m ü. NN                         |
| Fläche:                      | 300,089 km²                         |
| Einwohner:                   | 7.874                               |
| Bevölkerungsdichte:          | 22,2 Einwohner / km²                |
| Telefonvorwahl:              | +5562                               |
| Postleitzahl (CEP):          | 76180-000                           |
| Adresse der Stadtverwaltung: | Praça da Bandeira, No 46            |
| Offizielle Website:          | nazario.go.gov.br                   |
| Jahrestag:                   | 25. August                          |
| Gemeindegründung:            | 1958                                |
| Politik                      |                                     |
| Bürgermeister:               | Fábio Gabriel de Amorim (2009–2012) |

Nazário ist eine brasilianische politische Gemeinde im Bundesstaat Goiás in der Mesoregion Zentral-Goiás und in der Mikroregion Anicuns. Sie liegt westlich der brasilianischen Hauptstadt Brasília und von Goiânia, der Hauptstadt des Bundesstaates.
Zum Gemeindegebiet gehört auch die Ortschaft Rulbarbo.

## Geographische Lage
Nazário grenzt
- im Norden an die Gemeinden Anicuns und Avelinópolis
- im Osten an Santa Bárbara de Goiás
- im Süden an Palmeiras de Goiás
- im Westen an Turvânia